# 沿滩区
沿滩区为中华人民共和国四川省自贡市的市辖区，位于沱江支流釜溪河的下游，釜溪河流经境内59.9公里，辖区面积462平方公里，常住人口约30万人。

## 历史
在明代中叶时期，釜溪河航道因缺乏管理而槽窄滩多、航运不便，使得当时只能靠分段运输因而吸引大量纤夫集结而形成城镇。“沿滩”便是指沿着险滩修建街道。
清代康熙三十五年（1669年）开始疏浚釜溪河航道。道光年间当地盐商出资修建了重滩、仙滩、沿滩、老鸦滩这四道石堰。光绪年间贡井堰公局增修了艾叶至火井沱的滩坝（平桥滩）、中桥、五皇洞、雷公滩、老新桥和火井沱这六道石堰。丁宝桢在任四川总督时办理川盐官运并在最险的十九处修筑石堰、筑板堰蓄水。
1938年应抗日战争的爆发而进入战时紧急情况，自贡盐场奉命“增产赶运”而再次整治釜溪河航道。川康盐务管理局在1938年决定在釜溪河金子凼、沿滩和邓井关修建船闸并在1939年出资两千大洋整修各堰。同年的4月川康盐务管理局致函当时国民政府经济部中央水工试验所及华北水利委员会派请专家“设计整理以利运输”。这次整治由华北水利委员会组织的工程队队长穆苓园率领开展测量设计工作，朱宝岑担任工程建设的总工程师。邓井关的船闸工程于1938年末开工，沿滩的船闸在1941年2月中旬开工，金子凼船闸则于1941年12月底开工，是在旧有石堰上加高形成。这三项工程在1942年5月末竣工。釜溪河航运在此之后航变得更加通畅便捷，按照当时船只运输量，年（300天计）运输量达到了25万吨，较建闸前增加50%。1942年7月10日，川康盐务管理局在邓关举行了船闸通航典礼。当时任财政部盐务总局总办的缪秋杰代表孔祥熙部长在典礼上宣读了贺词，有两百多位来自社会各界的人士出席了典礼。

## 人口
2020年末，根據全國第七次人口普查統計數據顯示：全区常住人口为297365人。

## 行政区划
沿滩区下辖2个街道办事处、9个镇、1个乡：
卫坪街道、邓关街道、沿滩镇、兴隆镇、富全镇、永安镇、联络镇、王井镇、黄市镇、瓦市镇、仙市镇和九洪乡。

### 行政区划年表
- 1953年6月3日，撤销自流井区、贡井区、大坟堡区（今大安区）所辖农村部分成立自贡市郊区，辖20个乡，政府驻地为石牌楼、罗湾。

## 特产
太源井晒醋：中国地理标志产品。